# Almindelig vildvin
Almindelig vildvin (Parthenocissus vitacea) er en løvfældende lian med en krybende og senere klatrende vækstform. Den er udbredt i store dele af Nordamerika. 

## Beskrivelse
Barken er først glat og lysegrøn med røde bladfæster. Senere bliver den gråbrun, og gamle grene kan have en grå, opsprækkende bark. Knopperne er spredtstillede, lysegrå, og kegleformede. Overfor bladet sidder en lysegrøn slyngtråd, der er udspaltet i to spidser. 
Bladene er sammensatte og femfingrede med ovendt ægformede småblade. Bladranden er groft takket, og bladets overside er mørkegrøn og blank, men rynket. Undersiden er lysegrøn og hårløs. Blomstringen sker i juli-august, og blomsterne er samlet i små, uregelmæssige klaser. De er uanselige og lysegrønne, men regelmæssige. Frugterne er duggede og kuglerunde, mørkeblå bær med flere kerner.
Rodnettet er kraftigt og vidt forgrenet.
Højde x bredde og årlig tilvækst: 15 x 3 m (75 x 15 cm/år).

## Hjemsted
Arten er udbredt fra det sydøstlige Canada og over det meste af USA med undtagelse af vestkysten og de sydøstligste dele. Den findes som bunddækkende eller klatrende plante på både skyggede og helt åbne biotoper, herunder i klitter med saltholdigt sand. 
I New England findes den sammen med bl.a. askebladet løn, bynkeambrosie, Euphorbia maculata, kæmpesilkeplante, Solidago altissima, sort hindbær, Symphoricarpos occidentalis og trefliget ambrosie.
| Portal | Portal:Botanik |